# Agrypon kikuchii
Agrypon kikuchii är en stekelart som först beskrevs av Tohru Uchida 1928.  Agrypon kikuchii ingår i släktet Agrypon och familjen brokparasitsteklar. Inga underarter finns listade i Catalogue of Life.